# Place Ganda-Fadiga
La place Ganda Fadiga est une voie parisienne située dans le 18e arrondissement de Paris, en France.

## Situation et accès
La place est située dans le quartier de la Goutte d'Or, à l'intersection des rues Myrha et Léon.

## Origine du nom
La place rend hommage à Ganda Fadiga (1949–2009), griot soninké.

## Historique
Par délibération du 6 juin 2025, la voie prend la dénomination de « Place Ganda Fadiga ».